# Lonetree
Lonetree és una concentració de població designada pel cens dels Estats Units a l'estat de Wyoming. Segons el cens del 2000 tenia 61 habitants.

## Demografia
Segons el cens del 2000, Lonetree tenia 61 habitants, 16 habitatges, i 15 famílies. La densitat de població era de 0,5 habitants/km².
Dels 16 habitatges en un 50% hi vivien nens de menys de 18 anys, en un 81,3% hi vivien parelles casades, en un 6,3% dones solteres, i en un 6,3% no eren unitats familiars. En el 6,3% dels habitatges hi vivien persones soles el 6,3% de les quals corresponia a persones de 65 anys o més que vivien soles. El nombre mitjà de persones vivint en cada habitatge era de 3,81 i el nombre mitjà de persones que vivien en cada família era de 3,93.
Per edats la població es repartia de la següent manera: un 41% tenia menys de 18 anys, un 11,5% entre 18 i 24, un 19,7% entre 25 i 44, un 14,8% de 45 a 60 i un 13,1% 65 anys o més.
L'edat mediana era de 23 anys. Per cada 100 dones de 18 o més anys hi havia 100 homes.
La renda mediana per habitatge era de 33.125 $ i la renda mediana per família de 33.125 $. Els homes tenien una renda mediana de 28.125 $ mentre que les dones 18.750 $. La renda per capita de la població era de 8.788 $. Entorn de l'11,1% de les famílies i el 8,6% de la població estaven per davall del llindar de pobresa.

## Poblacions més properes
El següent diagrama mostra les poblacions més properes.